# Кривченко, Юрий Сергеевич
Юрий Сергеевич Кривченко (укр. Юрій Сергійович Крівченко; 25 августа 1935, Каменское, Днепропетровская область — 11 мая 2025, Днепр) — советский и украинский учёный-металлург, инженер-сталеплавильщик. Академик Академии инженерных наук Украины. Лауреат Государственной премии Украины (2002).

## Биография
Родился 25 августа 1935 года в городе Днепродзержинске.
В 1958 году окончил Московский институт стали по специальности «металлургия чёрных металлов».
В 1958—1961 годах — научный сотрудник ЦНИИ чёрной металлургии СССР.
В 1961—1968 годах — руководитель конверторной группы центральной заводской лаборатории, заместитель секретаря парткома, заместитель директора завода «Криворожсталь». В 1968—1969 годах — 2-й секретарь, в 1969—1978 годах — 1-й секретарь Дзержинского райкома КПУ (Кривой Рог).
С 1978 года работал в институте «Укргипромез»: в 1978—1988 годах — главный инженер, с 1988 года — директор.
Делегат XXIV съезда КПСС, XXV съезда КПУ.
Умер 11 мая 2025 года в возрасте 89 лет.

## Научная деятельность
Специалист в области металлургии. Автор 55 научных трудов, 4 книг, 20 изобретений. Академик Академии инженерных наук Украины.

## Награды
- Государственная премия Украины в области науки и техники (16 декабря 2002) — за разработку и реализацию энерго- и ресурсосберегающих технологических циклов производства конкурентоспособных метизов на основе комплекса печей-ковшей и машин непрерывного литья заготовок[6];
- Орден Октябрьской Революции[4];
- Орден Трудового Красного Знамени[4];
- Заслуженный работник промышленности Украины (1994)[4];
- Премия Совета Министров СССР (1990)[4];
- Орден «За заслуги» (Украина) 3-й (13 мая 1998)[7] и 2-й (16 июля 2009) степеней[8];
- Почётная грамота Президиума Верховного Совета УССР[4];
- Грамота Президиума Верховного Совета УССР[4].